# 中华冠孢虫
中华冠孢虫（学名：Mitraspora sinensis）为球孢科冠孢虫属的动物。在中国，分布于湖北、浙江、四川、武陵山地区等，营寄生生活，寄生在肾（黄颡鱼）、输尿管、膀胱（黄颡鱼、光泽黄颡鱼）、肠（鳙）。